# Боснійська арабська абетка
Боснійська арабиця (босн. arebica, аребица, عَرَبٖىڄا‎, [arebit͡sa]) — боснійський варіант персо-арабського письма, який використовують для запису боснійської мови (بۉسانسقٖى يەزٖىق‎). Її використовували переважно між 15 і 19 століттями і часто характеризують як частину літератури альхаміядо. До першої світової війни боснійські мусульмани робили спроби адаптувати арабицю як третій офіційний алфавіт для боснійської на рівні з латиницею та кирилицею.
Крім літератури арабицю використовували в релігійних школах та адміністрації, хоча й значно менше за інші писемності.

## Походження
В основі боснійської арабиці було персо-арабське письмо Османської імперії з додаванням літер для звуків ц /t͡s/, ль /ʎ/ та нь /ɲ/, яких немає в арабській, перській та турецькій. Для голосних було запроваджено окремі літери (як і в курдській), що робило боснійську арабицю справжнім алфавітом, на відміну від персо-арабської бази, де голосні позначають діакритиками або ігнорують.
Остаточну версію боснійської арабиці уклав Мехмед Джемалудін Чаушевич в кінці 19 століття. Його версію називають матуфовиця (босн. Matufovica, Matufovača або Mektebica).

## Сучасне використання
Першу за 64 роки (після 1941) літературну роботу боснійською арабицею було опубліковано в 2005, нею стала книга коміксів "Hadži Šefko i hadži Mefko" (автори Амір Аль-Зубі та Меліха Чичак-Аль-Зубі). Автори внесли деякі зміни до арабиці.
У квітні 2013 в Белґраді вийшла книга Алдіна Мустафича "Epohe fonetske misli kod Arapa i arebica" ("Епохи фонетичної думки арабів та арабиці). У книзі описано стандартизацію Чаушевича.

## Абетка
Версія боснійської арабиці, яку адаптував Мехмед Джемалудін Чаушевич. 
| Латиниця | Кирилиця | Арабиця              | Арабиця              | Арабиця              | Арабиця    |
| Латиниця | Кирилиця | Контекстуальні форми | Контекстуальні форми | Контекстуальні форми | Ізольована |
| Латиниця | Кирилиця | Кінцева              | Середня              | Початкова            | Ізольована |
| -------- | -------- | -------------------- | -------------------- | -------------------- | ---------- |
| A a      | А а      | ـآ                   | ـآ                   | آ                    | آ          |
| B b      | Б б      | ـب                   | ـبـ                  | بـ                   | ب          |
| C c      | Ц ц      | ـڄ                   | ـڄـ                  | ڄـ                   | ڄ          |
| Č č      | Ч ч      | ـچ                   | ـچـ                  | چـ                   | چ          |
| Ć ć      | Ћ ћ      |                      |                      |                      | [b]        |
| D d      | Д д      | ـد                   | ـد                   | د                    | د          |
| Dž dž    | Џ џ      | ـج                   | ـجـ                  | جـ                   | ج [c]      |
| Đ đ      | Ђ ђ      | ـج                   | ـجـ                  | جـ                   | ج [c]      |
| E e      | Е е      | ـە                   | ـە                   | ە                    | ە          |
| F f      | Ф ф      | ـف                   | ـفـ                  | فـ                   | ف          |
| G g      | Г г      | ـغ                   | ـغـ                  | غـ                   | غ          |
| H h      | Х х      | ـح                   | ـحـ                  | حـ                   | ح          |
| I i      | И и      | ـاٖى ـٖى               | ـاٖىـ ـٖىـ             | اٖىـ                  | اٖى [a]     |
| J j      | Ј ј      | ـي                   | ـيـ                  | يـ                   | ي          |
| K k      | К к      | ـق                   | ـقـ                  | قـ                   | ق          |
| L l      | Л л      | ـل                   | ـلـ                  | لـ                   | ل          |
| Lj lj    | Љ љ      | ـڵ                   | ـڵـ                  | ڵـ                   | ڵ          |
| M m      | М м      | ـم                   | ـمـ                  | مـ                   | م          |
| N n      | Н н      | ـن                   | ـنـ                  | نـ                   | ن          |
| Nj nj    | Њ њ      | ـںٛ                   | ـٮٛـ                  | ٮٛـ                   | ںٛ [b]      |
| O o      | О о      | ـۉ                   | ـۉ                   | ۉ                    | ۉ          |
| P p      | П п      | ـپ                   | ـپـ                  | پـ                   | پ          |
| R r      | Р р      | ـر                   | ـر                   | ر                    | ر          |
| S s      | С с      | ـس                   | ـسـ                  | سـ                   | س          |
| Š š      | Ш ш      | ـش                   | ـشـ                  | شـ                   | ش          |
| T t      | Т т      | ـت                   | ـتـ                  | تـ                   | ت          |
| U u      | У у      | ـۆ                   | ـۆ                   | ۆ                    | ۆ          |
| V v      | В в      | ـو                   | ـو                   | و                    | و          |
| Z z      | З з      | ـز                   | ـز                   | ز                    | ز          |
| Ž ž      | Ж ж      | ـژ                   | ـژ                   | ژ                    | ژ          |

Примітки
- ↑  Діакритик під ا з'являється, якщо опісля йде літера ى.
- ↑  Мустафіч використовує ڃ і ݩ замість  і  для Ć ć/Ћ ћ і Nj nj/Њ њ .
- ↑  Мустафіч використовує ݗ, а Аль-Зубі і Чичак-Аль-Зубі використовують ڠ для Đ đ/Ђ ђ.

### Лігатури
Як і у стандартній арабиці, коли ا з'єднується з ل або ڵ, то виникає спеціальна лігатура.
| Латиниця | Кирилиця | Арабиця              | Арабиця              | Арабиця              | Арабиця    |
| Латиниця | Кирилиця | Контекстуальні форми | Контекстуальні форми | Контекстуальні форми | Ізольовані |
| Латиниця | Кирилиця | Кінцева              | Середня              | Початкова            | Ізольовані |
| -------- | -------- | -------------------- | -------------------- | -------------------- | ---------- |
| la       | ла       | ـلا                  | ـلا                  | لا                   | لا         |
| lja      | ља       | ـڵا                  | ـڵا                  | ڵا                   | ڵا         |

### Приклади тексту

#### Загальна декларація прав людини, Стаття 1
| Боснійська (арабиця):  | سوا ڵۆدسقا بٖىڃا راݗايۆ سە سلۉبۉدنا وٖ يەدناقا ۆ دۉستۉيانستوۆ وٖ پراوىما. ۉنا سۆ ۉبدارەنا رازۆمۉم وٖ سوۀشڃۆ وٖ ترەبا دا يەدنۉ پرەما درۆغۉمە پۉستۆپايۆ ۆ دۆحۆ براتستوا.    |
| Боснійська (латиниця): | Sva ljudska bića rađaju se slobodna i jednaka u dostojanstvu i pravima. Ona su obdarena razumom i sviješću i treba da jedno prema drugome postupaju u duhu bratstva. |
| Українська:            | Всі люди народжуються вільними і рівними у своїй гідності та правах. Вони наділені розумом і совістю і повинні діяти у відношенні один до одного в дусі братерства.  |

#### Тегеран
| Боснійська (арабиця):  | تَهْرَان يە غلاونٖى وٖ نايوەڃٖى غراد إِيرَانا، سەدٖىشتە تَهْرَانسقە پۉقرايٖىنە وٖ يەدان ۉد نايوەڃٖىح غرادۉوا سوۀتا.       |
| Боснійська (латиниця): | Teheran je glavni i najveći grad Irana, sjedište Teheranske pokrajine i jedan od najvećih gradova svijeta. |
| Українська:            | Тегеран — столиця і найбільше місто Ірану, центр Тегеранської провінції і одне з найбільших міст світу.    |